# Warwolf

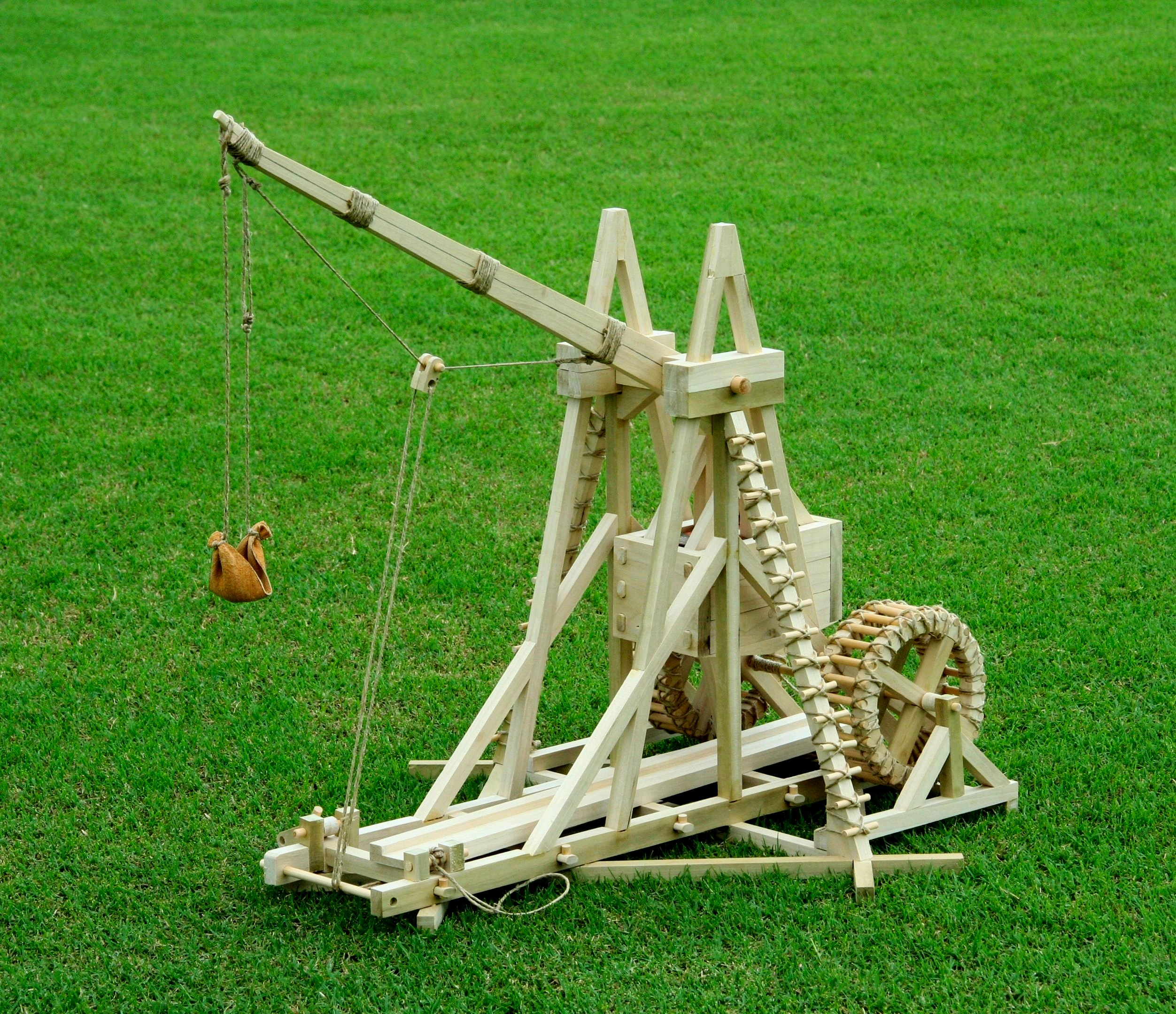
Ricostruzione in scala di Warwolf.

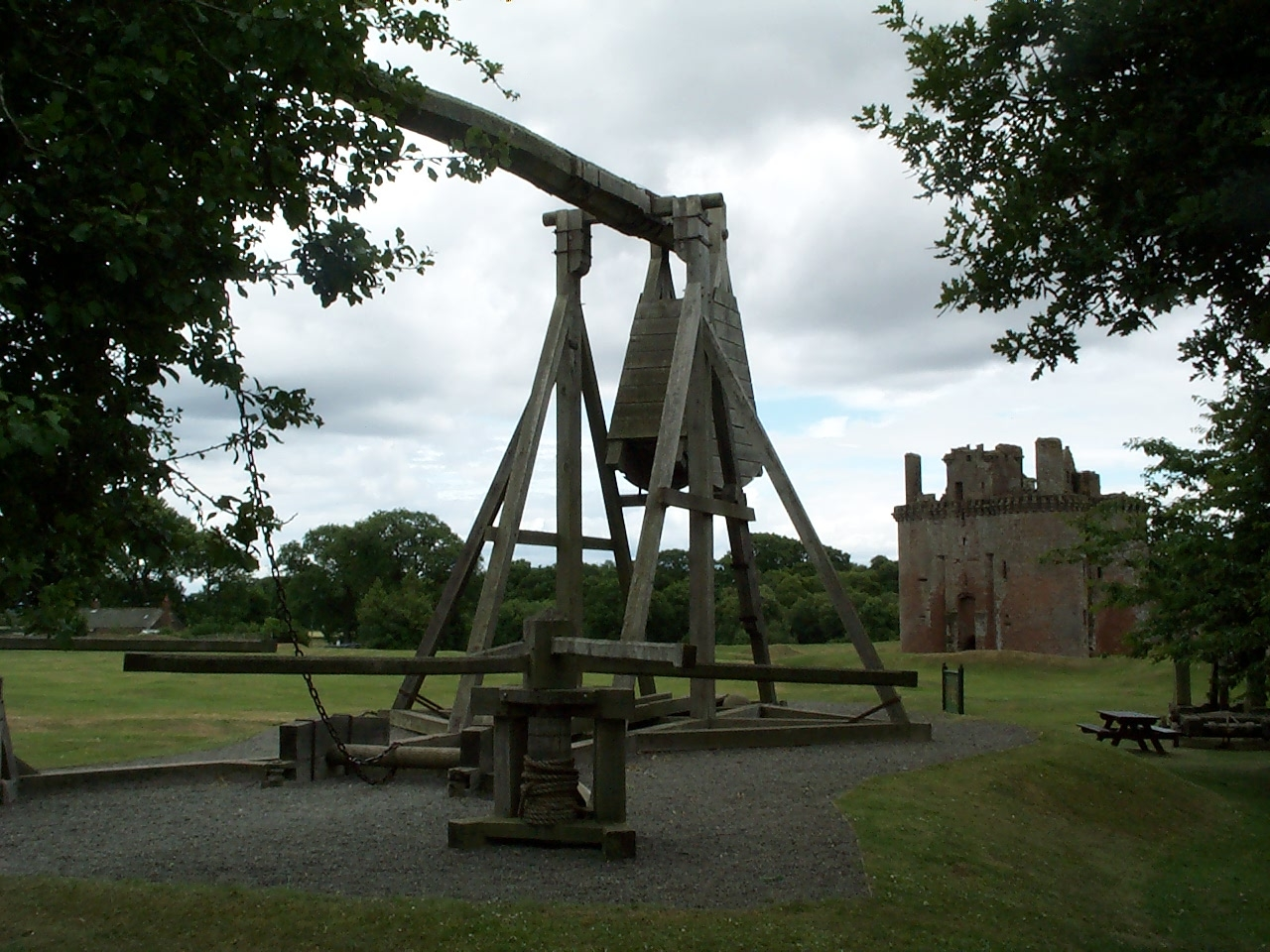
Ricostruzione in scala di Warwolf davanti al Castello di Caerlaverock.

Warwolf, conosciuto anche come War Wolf, Loup-de-guerre o Ludgar, è il trabucco più grande mai costruito. Fu creato in Scozia per ordine del re Edoardo I d'Inghilterra durante l'assedio del castello di Stirling, parte delle guerre d'indipendenza scozzesi.

## Struttura
Quando disassemblata in parti, erano necessari 30 carri per trasportarla. La sua costruzione, durata almeno tre mesi, richiese cinque mastri carpentieri e quarantanove operai.
Anche prima che la costruzione fosse completata, la vista del gigantesco macchinario intimidì così tanto gli Scozzesi che questi ultimi cercarono di arrendersi. Edoardo rimandò il corpo diplomatico al castello dichiarando: "Non siete degni di alcuna pietà, ma dovete cedere comunque al mio volere". Edoardo scelse di continuare l'assedio per sperimentare la potenza dell'arma: Warwolf scagliò proiettili pesanti oltre 130 kg e distrusse una vasta sezione delle mura difensive.

## Nei documenti dell'epoca
Alcune pergamene originali dei resoconti di re Edoardo sopravvissero, conservando i due riferimenti seguenti a Warwolf.
Reginald the Janitor fu pagato per controllare le travi per quaranta notti nei mesi di giugno e luglio 1304.